# Arabsat 4AR
O Arabsat 4AR (também conhecido por Badr 6) é um satélite de comunicação geoestacionário saudita construído pelas empresas Astrium e Alcatel Space. Ele está localizado na posição orbital de 26 graus de longitude leste e era operado pela Arabsat. O satélite foi baseado na plataforma Eurostar-2000+ e sua expectativa de vida útil é de 15 anos.

## História
Em 22 de outubro de 2003, a Arabsat, um operador de satélites de comunicações baseado em Riade, Arábia Saudita, realizou uma cerimônia de assinatura de contrato para a fabricação e lançamento de dois satélites de comunicação (o Arabsat 4A e o Arabsat 4B) para a quarta geração de satélites Arabsat, com base na plataforma de satélite Eurostar-2000+ da Astrium.
Para este programa, a EADS Astrium formou uma equipe com a Alcatel Space. A EADS Astrium, como contratante principal para a construção da série Arabsat 4, projetou e construiu a nave espacial, forneceu as plataformas, atualizou os centros de controle de solo da Arabsat e entregou os satélites em órbita em nome da Arabsat. A Alcatel Space forneceu as cargas úteis.
Programado para entrar em serviço em 2006, o satélite Arabsat 4A iria fornecer serviços de comunicações sobre uma vasta área na região do Oriente Médio. Mas o mesmo foi perdido no espaço, devido a uma falha no estágio superior Briz-M do veiculo lançador.
Em junho de 2006, o terceiro satélite da série, o Arabsat 4AR, foi ordenado como um substituto para o perdido Arabsat 4A.

## Lançamento
O satélite foi lançado com sucesso ao espaço no dia 7 de julho de 2008, às 21:47 UTC, por meio de um veículo Ariane-5ECA, lançado a partir do Centro Espacial de Kourou, na Guiana Francesa, juntamente com o satélite ProtoStar 1. Ele tinha uma massa de lançamento de 3.400 kg.

## Capacidade e cobertura
O Arabsat 4AR é equipado com 24 transponders em banda C e 20 em banda Ku para prestação de serviços de transmissão direta de televisão para uma vasta zona que se estende do Marrocos ao Golfo Pérsico, e cobrindo uma grande parte da África sub-saariana.